# 汤姆·金
汤姆·金（英語：Tom King，1973年2月8日—），澳大利亚男子帆船运动员。他曾代表澳大利亚参加1996年和2000年夏季奥林匹克运动会帆船比赛，其中2000年奥运会搭档马克·特恩布尔获得男子470级金牌。